# 弗栗多
弗栗多，於早期吠陀神話中就已經登場的阿修羅神族的巨蛇那伽（或巨龍），其名意為「掩蓋者」，是旱災的降臨者。经典吠陀中又被稱為「Ahi」，即「蛇」之意，傳說它擁有三個頭，是提婆族因陀羅的大敵之一。圍繞討伐弗栗多的故事隨著時間而產生了數個版本，亦見證了在三相神（梵天，毗湿奴及濕婆）信仰興起的同時因陀羅在改良後的婆羅門教中地位的下降。

## 吠陀時期版本
根據經典梨俱吠陀1.154~1.32的記載，因陀羅剛出生不久就為了解放世上所有被弗栗多堵住的水源而對牠進行討伐。因陀羅先從工匠神陀湿多獲取了武器金刚杵，並向毗湿奴要求劃出由他在宇宙踏出的三大步所構成的戰場。戰前因陀羅先飲下大量的苏摩汁以增強力量，擊潰了弗栗多的九十九座堡壘，與弗栗多交戰中他的兩個下巴遭到擊碎，但接著因陀羅將牠拋下，撞向山下已經被粉碎的堡壘而死。因陀羅因此得名「弗栗多罕」，即「殺死弗栗多者」。
現代印度地質學家試圖以科學的眼光對這個傳說進行自我解釋，B.P. Radhakrishna寫道：「於晚更新世時期，喜马拉雅山脉的水源都是處於冰封狀態。直至氣候變暖，部分冰河開始破裂，裡面的大量冰塊滑落山下形成洪水，泛濫了山腳的冲积平原……平原的居民將此現象看作成因陀羅神破冰解水的偉業並創作詩詞歌頌他，在他們的眼中喜马拉雅山脉冰河緩慢地融化下流就有如蠕動的巨蛇（弗栗多）。」

## 往世书及摩诃婆罗多版本
有關弗栗多的神話後來變成另一個版本，弗栗多被說是陀湿多為報復因陀羅殺害其子陀李司拉而創造的。弗栗多戰勝了因陀羅並將他吞下，眾神讓牠吐出因陀羅，接著毗湿奴與眾李习對弗栗多進行調停，因陀羅須發誓不會用任何以金屬，木或石製物質襲擊弗栗多，不能用濕或乾的武器，甚至不允許在日間或晚上進攻。因陀羅用計迴避這些規則，他用海浪的泡沫當作武器在黃昏時分殺死了弗栗多。
在另一個版本中，弗栗多（人形）原是毗湿奴的信徒，具有僧侣的種性，但因為欠缺虔誠心和帶有侵略性而遭受殺害。這個時候的弗栗多是已經被醜惡化的阿修罗族之首。他拋棄自己的法典，對提婆族宣戰。他的力量讓因陀羅為首的眾提婆神不無畏懼，他們向毗湿奴求助，毗湿奴就解釋在正常的情況下弗栗多是無法被擊敗，唯一能有效對付他的武器是出自一位聖人的骨頭。當眾神找到毗湿奴指示的該位李习達呵池，他欣然地答應為了善因而獻出自己全部的骨頭。提婆們收集起骨頭，因陀羅以此做出武器金刚杵，他們再次與弗栗多交手，大戰360日後弗栗多終於被攻克。但不論是殺害了Trisiras或僧侣級弗栗多的版本，因陀羅都必須背負「弒僧侣」的罪名而遁世，友邻王在同時就領受引召取代了因陀羅的席位。